# Esporte Clube Água Santa
El Esporte Clube Água Santa, más conocido como Água Santa, es un equipo de fútbol de Brasil. Juega actualmente en el Campeonato Paulista. Es de la ciudad de Diadema, dentro del Gran São Paulo.

## Historia
Fundado en el día 27 de octubre de 1981, Água Santa fue amateur hasta el 8 de diciembre de 2011, cuando se profesionalizó, coleccionando ascensos en las divisiones inferiores del Campeonato Paulista. En 2016, el equipo de Diadema alcanzó la división de elite del Estado de São Paulo por la primera vez en su corta historia en el profesionalismo, donde goleó al Palmeiras por 4 a 1 .
En 2023, se convierte en la sensación del campeonato al llegar a la final por primera vez en la historia. La gran final del Paulistão fue disputada por Palmeiras, actual campeón, que había eliminado a São Bernardo e Ituano; y Água Santa, que había eliminado a São Paulo y Red Bull Bragantino. Los partidos se celebraron los días 2 y 9 de abril a las 16 horas, con una audiencia estimada de veintidós mil personas en el primer partido y cuarenta y un mil personas en el segundo. El Netuno ganó el primer duelo 2-1, con goles de Endrick (52'); y Bruno Mezenga (43', 90+1'). En el segundo partido, Palmeiras goleó 4-0 con goles de Gabriel Menino, Endrick y José Manuel López y consiguió su 25º título de la historia.

## Entrenadores
- Márcio Ribeiro (2013–marzo de 2016)[14]
- Márcio Bittencourt (marzo de 2016–2016)[14]
- Jorginho (noviembre de 2016–enero de 2018)[15][16]
- Toninho Cecílio (enero de 2018–marzo de 2018)[17][18]
- Márcio Ribeiro (septiembre de 2018–mayo de 2019)[19][20]
- Fernando Marchiori (mayo de 2019–enero de 2020)[21][22]
- Pintado (enero de 2020–marzo de 2020)[23][24]
- Toninho Cecílio (junio de 2020–julio de 2020)[25][26]
- Sérgio Guedes (octubre de 2020–marzo de 2022)[27][28][29]
- Sérgio Simões (interino- marzo de 2022–mayo de 2022)[29]
- Thiago Carpini (mayo de 2022–mayo de 2023)[30][31]
- Bruno Pivetti (octubre de 2023–junio de 2024)[32]
- Guilherme Alves (junio de 2024–agosto de 2024)[33][34]
- Marcelo Cabo (noviembre de 2024–enero de 2025)[35][36]
- Pintado (febrero de 2025–presente)[6]

## Palmarés

### Municipales
- Campeonato Amateur de Diadema: 2004, 2009 e 2010
- Campeonato Amateur de Diadema - 2ª División: 2001
- Campeonato Amateur de Diadema - 3ª División: 2000
- Copa Amateur de Diadema: 2001

### Otros
- Campeonato Paulista - Subcampeón: 2023
- Campeonato Paulista A2 - Subcampeón: 2021 (ascenso)
- Campeonato Paulista A2 - 3.º lugar: 2017, 2019 (ascenso)
- Campeonato Paulista A2 - 4.º lugar: 2015 (ascenso)
- Campeonato Paulista A3 - 3.º lugar: 2014 (ascenso)
- Campeonato Paulista de Segunda División - Subcampeón: 2013 (ascenso)